# تف کردن

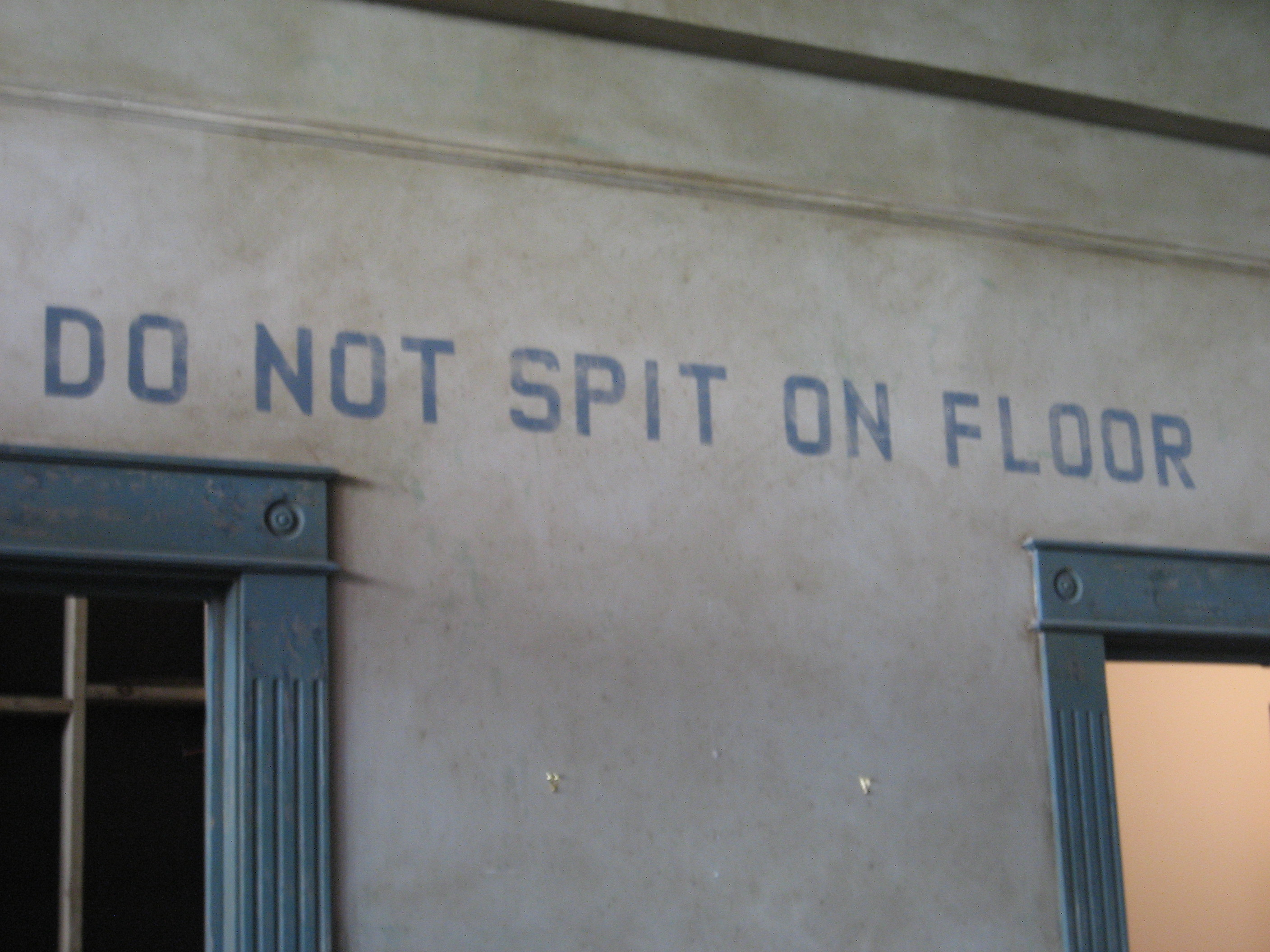
هشداری بر روی یک دیوار در نیواورلئان

تف کردن به عمل بیرون ریختن (انداختن) بزاق یا مواد دیگر از دهان گفته می‌شود.
در حال حاضر و در بسیاری از مناطق جهان از جمله در کشورهای غربی تف کردن عملی بی‌ادبانه و یک تابوی اجتماعی در نظر گرفته شده، در حالی که در برخی نقاط جهان این عمل از لحاظ اجتماعی قابل قبول‌تر در نظر گرفته می‌شود. به طور معمول، این اعتقاد وجود دارد که تف کردن می‌تواند باعث انتقال بیماری‌های عفونی از جمله سل، آنفلوآنزا و سرماخوردگی گردد، اما شواهد اپیدمیولوژیکی در این رابطه وجود ندارد، این احتمال وجود دارد که، این اعتقاد بازتاب خطر معنی‌داری نیست، اگر چه یک باور حسی است.